# Lukunor
Lukunoch (o Lukunor) è un atollo delle Isole Caroline. Amministrativamente è una municipalità del Distretto Mortlocks, di Chuuk, uno degli Stati Federati di Micronesia. 
Ha una superficie di 1 km² e 1 104 abitanti (Census 2008).